# Louis Perin
 (juillet 2020).
Si vous disposez d'ouvrages ou d'articles de référence ou si vous connaissez des sites web de qualité traitant du thème abordé ici, merci de compléter l'article en donnant les références utiles à sa vérifiabilité et en les liant à la section « Notes et références ».
Pour les articles homonymes, voir Louis Perin (homonymie) et Perin.
Louis Perin, né le 12 juillet 1948 à Sabaudia dans le Latium en Italie, est un écrivain italo-français.
Tour à tour romancier, dramaturge, auteur de recueils de poésie, d'essais littéraires, de chansons, ainsi que traducteur d'œuvres européennes, il a longtemps fait usage du nom Louis Perin ainsi que, ponctuellement, en Italie, du nom Luigi Perin, avant de publier ses dernières œuvres sous le nom Louis Donatien Perin.

## Biographie
Louis Donatien Perin émigre en France, à l'âge de huit ans, avec ses parents qui s'installent dans la région des Trois Frontières, dans le Sud de l'Alsace[réf. nécessaire].
Après des études classiques à Saint-Louis, puis universitaires à Strasbourg, il devient enseignant de lettres modernes et de langue italienne[réf. nécessaire].
En 1963, avec deux amis d'enfance, il fonde un orchestre, Les Jaguars, qui deviendra en 1970 le groupe pop Théorème. Il écrit l'opéra-rock Clovis ou La Comédie humaine 1 créé par la Compagnie T.A.C., et quelque deux cents chansons. En 1999, un album vinyle 25 cm des Jaguars, publié par Saphir, reprend onze titres de l'époque. En 2000 paraît l'album CD des Jaguars : Cœurs de rock, sous le label Planète bleue Prod., avec douze de ses chansons originales. En 2015 paraît un CD des Jaguars, en hommage au blues de Muddy Waters, repris en langue alsacienne.
Après son service militaire, il fonde en 1976, la troupe de théâtre Le Sensible Art Set, qui s'appellera bientôt la Compagnie du lys. Pour cette troupe, il écrit sur mesure plus de trente pièces, quasiment toutes créées à ce jour, parmi lesquelles : Les Parasites ou l'Hermaphrodisme des champignons, Atomheim-sur-Rhin,  Cheyenne de garde, La Guerre de la liberté, Le Jeu de mon sacre, La Grand printemps des rustauds, Transes Night Express, Chemins de craie, La Nuit de la sainte exécration, La Passe du centaure, Cette nuit Calypso, Portraits de masques, Mezzaluna, Amor, Chaînes, Télémaque ou l'inconscient voyage du fils, La Kermesse des folles, Le nez coquin de Pinocchio, Table de vérité, Cheyenne de garde, Le Parrain galant homme, Hors le silence, Frères soldats...
En 1988, sa pièce Waldsterben ou les Enfants du dimanche est créée dans sa version allemande à Berlin. En 2002, le texte théâtral En rupture de temps est traduit et publié en roumain dans la revue littéraire de Bucarest Steaua (In ruptura timpului).
En 1989, il écrit et met en scène à Saint-Louis La Guerre de la liberté, à l'occasion du bicentenaire de la révolution française. En 1991, il écrit et dirige Le Grand printemps des Rustauds à la Commanderie de Rixheim. En 2013, il adapte en français, avec la collaboration de Patrick Keller, le drame historique de Lina Ritter : Peter vu Hagebach, qu'il met en scène à la fin du mois de juin au RiveRhin de Village-Neuf.
Il a également traduit et adapté Aristophane, Nello Sàito,Wolfgang Borchert, Stavros Melissinos, Eduardo De Filippo et Luciana Luppi, Eduardo Scarpetta, Luigi Pirandello, Dino Buzzati, Gianni Rodari, José Coutinhas, Lina Ritter...
Il a écrit avec la collaboration du compositeur Raphaël Picazos, une pièce musicale pour adolescents : Polichinelle à la cour du roi de Naples (créée à Villefranche-sur-Saône en 1991). En 2001, il a écrit, avec le musicien Emmanuel Babbi, un opéra scolaire intitulé La Jungle dans la ville dans lequel des élèves de l'école primaire de Bourgfelden ont été les acteurs. La pièce fut jouée deux fois en juin 2002 au Théâtre La Coupole de Saint-Louis, avec le Grand Ensemble des Cuivres d'Alsace). En avril 2003, il a mis en scène la comédie-ballet originale Emile lit trop ou le Dictionnaire, écrite par Claude-Henri Joubert au Théâtre La Coupole de Saint-Louis. En 2016, il écrit un récit musical pour Batterie-Fanfare et comédiens, Frères soldats, mis en musique par Daniel Tasca et tourné pendant deux saisons en commémoration de la Première Guerre mondiale.
Louis Donatien Perin est l'idéateur[Quoi ?] de Théâtra le Festival international de spectacles courts qui a lieu, depuis 1987, au mois d'octobre à Saint-Louis.
Membre de la Société des écrivains d'Alsace, de Lorraine et du Territoire de Belfort, membre de l'Académie d'Alsace, membre de l'association Littér'Al, membre de la SACEM et SACD, il a été, pendant sept ans, le Président de la Fédération des Théâtres Amateurs du Haut-Rhin.
Au titre de la promotion de l'hiver 2019, Louis Donatien Perin a été promu au grade de Chevalier de l'ordre des Arts et Lettres par M. Franck Riester, Ministre de la Culture[réf. nécessaire].

## Prix
- Prix de la Ville de Colmar en 2001 pour sa pièce La Passe du centaure
- Prix de la Rhénanité en 2002 pour son roman Cœurs de rock*
- Prix Voltaire en 2004 pour sa nouvelle Saliman ou Écrasons l'infâme !
- Prix Théâtre Art & Lettres de France la même année, à Bordeaux, pour sa pièce Cette nuit Calypso
- Prix Jeunesse du Petit Théâtre de Vallières pour sa pièce Tarou Labrousse en 2005, à Clermont-Ferrand.
- Mention Théâtre des Arts & Lettres de France, à Bordeaux, pour sa pièce moliéresque La Rechute, en 2021

Les œuvres de Louis Donatien Perin sont publiées par les Éditions du Lys, Le Verger Éditeur, les Éditions du Bastberg, les Éditions du Petit Théâtre de Vallières, Edizioni Odisseo.

## Œuvres

### 1972-1980
- La Comédie humaine : récit musical, Village-Neuf, 1972, non paginé, réédition, 1977
- Louis Perin (musique, textes et paroles) et Pierre Schirrer (musique), Clovis ou la Comédie humaine, récit musical, Saint-Louis, Théâtre alsacien clandestin, 14 juin 1974, Village-Neuf, 1974, 60 p.
- Louis Perin et Roland Ramseyer, Les Parasites ou l'Hermaphrodisme des champignons, pièce en 3 moments de rencontre : brochure programme (texte de la pièce jouée le 4 décembre 1976 à la Galerie de l'A.M.C. à Mulhouse), Sensible art set, Village-Neuf, 1977, 54 p.
- Les rages insolites : 1968-1971, coll. « Art et poésie », Nîmes, 1979, 59 p.
- Atomheim-sur-Rhin ou le Nucléaire est la réponse, mais quelle était donc la question ? : pièce-référendum (inclut également : Le Sacrifice de Jean Lumière contre Fessenheim-Hiroshima, de Jean-Paul Klee), Éditions de l'Art sensible, Huningue, 1980, 81 p.
- Blues (avec une présentation de Michelle Meyer), oll. « Art et poésie », Nîmes, 1980, 63 p.

### 1981-1990
- Poésie d'almanach, La Compagnie du Lys, Huningue, 1981.
- Poésie d'almanach : 2. Petite anthologie poétique de la région des Trois Frontières, La Compagnie du Lys, Huningue, 1981, 150 p.  (ISBN 2-903693-00-5)
- Il Paese della fine del mondo : itinerario poetico-sentimentale, Huningue et Centre storico culturale Andrea Mattei, Cassino, 1982, 48 p.  (ISBN 2-903693-01-3)
- Compagnie du Lys (sous la direction de Louis Perin), Muséologie : un spectacle de café-théâtre, Éditions du Lys, Saint-Louis, 1982, 71 p. Réunit :
  - Claude Guignard, Paranoïa crépusculaire (musique et mise en scène de Louis Perin) ;
  - Louis Perin, Les Mémoires courtes d'une chanteuse populaire (musique de Louis Perin et Stuart E. Barber) ;
  - Bianca Perin et Claudine Marcon, Te bile pas, mon trognon, Maman est là.
- L'homme moqueur : poésie, Éditions du Lys, Huningue et Nuovo centro storico culturale Andrea Mattei, Ss. Cosma e Damiano, coll. « Collana del Centro storico culturale », 1985, 64 p.  (ISBN 2-903693-03-X)
- L'Odyssée du Lys : ou Dix ans d'aventure théâtrale dans la région des trois frontières, racontée par Louis Perin, Éditions du Mys, Huningue, 1987, 147 p.  (ISBN 2-903693-02-1)
- Waldsterben ou les Enfants du dimanche : farce noire (avec masques), Éditions du Lys, coll. « Théâtre maintenant », Huningue, 1987, 64 p.  (ISBN 2-903693-04-8)
- L'Égal bonheur, suivi de Chansons, Éditions du Lys, coll. « Le pied de la lettre », Huningue, 1988, 63 p.  (ISBN 2-903693-02-1)
- La Guerre de la liberté : évocation historique en 16 tableaux d'imagerie d'Épinal, parsemée de scènes de la Révolution dans la région des Trois Frontières : version intégrale : [Saint-Louis, 17 juin 1989], Éditions du Lys, Huningue et Éditions RUC, Paris, coll. « Théâtre maintenant », 1989, 138 p.  (ISBN 2-903693-05-6)
- Diogène : et autres récits des années prospères, Éditions du Lys, Village-Neuf, 1990, 115 p.  (ISBN 2-903693-06-4)
- Le Jeu de mon sacre ou l'Intraverti sensitif, suivi de Les Cadres, Glamour et En rupture de temps, Éditions du Lys, coll. « Théâtre maintenant », Huningue, 1990, 76 p.  (ISBN 2-903693-07-2)

### 1991-2000
- Louis Perin et Benoît Meyer, Le grand printemps des rustauds : chronique théâtrale de la Guerre des paysans en Haute-Alsace (avec des illustrations de Jean-François Mattauer), Éditions du Lys, coll. « Théâtre maintenant », Huningue, 1991, 133 p.  (ISBN 2-903693-09-9)
- Polichinelle à la cour du roi de Naples : argument théâtral pour adolescents (sur une musique de Raphaël Picazos), Éditions du Lys, coll. « Janus », Village-Neuf, 1993, 43 p. + 40 p.  (ISBN 2-903693-11-0) – Note : la traduction italienne est publiée tête-bêche, sous le titre Pulcinella alla corte del re di Napoli : argomento teatrale per ragazzi.
- Les parasites ou L'hermaphrodisme des champignons : tragédie hilarante en trois moments de rencontre (d'après un canevas de Roland Ramseyer), nouvelle édition définitive pour la scène, Éditions du Lys, Village-Neuf, 1995, 64 p.  (ISBN 2-903693-15-3)
- Histoires avec Dieu, les nuages et les hommes : blitz-récits, Éditions du Lys, coll. « Le pied de la lettre », Village-Neuf, 1995, 54 p.  (ISBN 2-903693-14-5)
- Stavros Melissinos, Le Calendrier d'abstinence : comédie dans le goût des contes de Boccace (adaptation française de Louis Perin), Éditions du Lys, coll. « Janus », Village-Neuf, 1996, 79 p. + 68 p.  (ISBN 2-903693-16-1) – Note : l'adaptation française et le texte grec original (titré Αχ... αυτός Βοκκάκιος) sont publiés tête-bêche.
- Julien Gracq, les Syrtes et l'Italie : essai, Éditions du Lys, coll. « Le pied de la lettre », Village-Neuf, 1997, 60 p.  (ISBN 2-903693-17-X)

### 2000-2010
- Saint-Louis : porte de France (recueil de textes parus dans L'Alsace, de 1979 à 1994, avec un avant-propos de Jean-Joseph Feltz), Éditions du Lys, Village-Neuf et Collège G. Forlen, Saint-Louis, coll. « Lire la ville » no 1, 2001, 79 p.  (ISBN 2-903693-19-6)
- La passe du Centaure : comédie grotesque (avant-propos de Jean Bellardy – Texte de la pièce créée le 29 mai 1999 au Théâtre de la Filature à Mulhouse), Éditions du Lys, coll. « Théâtre maintenant », 2002, 74 p.  (ISBN 2-903693-20-X)
- Cœurs de rock, Éditions du Lys, coll. « Le pied de la lettre », Village-Neuf, 2002, 224 p.  (ISBN 2-903693-22-6)
- Louis Perin (textes) et André Hofer (photographies), Village-Neuf : cité maraîchère et gastronomique : par mots et par vues, Éditions du Lys, coll. « Lire la ville » no 2, Village-Neuf, 2002, 112 p.  (ISBN 2-903693-21-8)
- Atelier d'écriture de l'école élémentaire de Bourgfelden ; sous la direction de Louis Perin, avec une musique d'Emmanuel Babbi, La jungle dans la ville : opéra pour enfants (première représentation le 14 juin 2002 au Théâtre de la Coupole à Saint-Louis), Éditions du Lys, coll. « Mots d'ados », Village-Neuf, 2002, 48 p.  (ISBN 2-903693-25-0)
- Cette nuit, Calypso : théâtre, Éditions du Lys, coll. « Théâtre maintenant », Village-Neuf, 2003, 103 p.  (ISBN 2-903693-29-3)
- Amor : pièce en un acte, suivi de Chaînes : chain gang : pièce journalistique, Éditions du Lys, coll. « Théâtre maintenant », Village-Neuf, 2003, 71 p.  (ISBN 2-903693-32-3)
- L'âge de saison (avec un avant-propos de Christiane Roederer), Éditions du Lys, coll. « Le pied de la lettre », Village-Neuf, 2004, 71 p.  (ISBN 2-903693-37-4)
- Saliman ou Écrasons l'infâme ! : nouvelle (avec une présentation d'Eddy Cointin, un avant-propos de Jacques Meurant et une préface de Christiane Marciano-Jacob), Éditions du Lys, coll. « Le pied de la lettre », Village-Neuf, 2004, 65 p.  (ISBN 2-903693-38-2)
- L'éclipse d'Aline : roman, Éditions du Lys, coll. « In tasca-jeunes », Village-Neuf, 2006, 179 p.  (ISBN 978-2-903693-53-4)
- Télémaque ou L'inconscient voyage du fils : théâtre, Éditions du Lys, coll. « Théâtre maintenant », Village-Neuf, 2006, 80 p.  (ISBN 978-2-903693-55-8)
- Six personnages en quête d'un tueur, Éditions du Bastberg, coll. « Les polars régionaux », Gambais, 2007, 318 p.  (ISBN 978-2-848230-70-2)
- Théâtre en Femmes : Mezzaluna, Chemins de craie, Cantate en Femmes majeures, Première accélération subversive de la guerrière, théâtre. Éditions du Lys, coll. «Théâtre/Maintenant», Village-Neuf, 2008, 136 p.  (ISBN 2-903693-65-X)
- Le nez coquin de Pinocchio, Farce morveuse  en cinq actes et en vers sous forme de conte de fées, Éditions du Lys, coll. Théâtre/Maintenant, Village-Neuf, 2008, 110 p.  (ISBN 2-903693-67-6)
- La Kermesse des folles, tragédie grotesque, Éditions du Lys, coll. Théâtre/Maintenant, Village-Neuf, 2009, 72 p.  (ISBN 2-903693-71-4)
- La Petite camarde alsacienne, Éditions du Bastberg, coll. Polars régionaux, 2010, 376 p.  (ISBN 978-2-358590-18-1)

### 2011-2020
- Cheyenne de garde, comédie de mœurs en quatre actes, Éditions du Lys, coll. Théâtre/Maintenant, Village-Neuf, 2011, 108 p.  (ISBN 2-903693-74-9)
- Louis Donatien Perin et Jean-Christophe Meyer, Les galets du Rhin/Rheinkiesel, Anthologie poétique de la Région des Trois Pays, Volume III, Éditions du Lys, coll. Le Pied de la Lettre, Village-Neuf, 2012, 222 p.  (ISBN 2-903693-75-7)
- Le Parrain galant homme, comédie-ballet en cinq actes, Éditions du Lys, coll. Théâtre/Maintenant, Village-Neuf, 2012, 112 p.  (ISBN 2-903693-77-3)
- Hors le silence suivi de Table de vérité, théâtre. Éditions du Lys, coll. Théâtre/Maintenant, Village-Neuf, 2013, 105 p.  (ISBN 2-903693-79-X)
- Lina Ritter, Peter Hagebach/Pierre de Hagenbach, drame historique adapté librement en français par Patrick Keller et Louis Donatien Perin. Éditions du Lys, coll. Janus, Village-Neuf, 2013, 260 p.  (ISBN 2-903693-80-3)
- Au nombre des vieilles femmes en pleurs, Éditions du Bastberg, coll. Les Polars, 2014, 302 p.  (ISBN 9782358590495)
- La Campagna dell'esercito di Liberazione francese nei Comuni di Santi Cosma e Damiano Castelforte Minturno e Spigno Saturnia : La Liberazione di Cassino e del Cassinate, textes de Christophe Touron, traduit par Luigi Perin, Edizioni Odisseo, 2014.
- La Nuit de la sainte exécration (théâtre) suivi de Saliman ou Écrasons l'infâme ! (nouvelle), Éditions du Lys, coll. Théâtre/Maintenant, 2015, 102 p.  (ISBN 2-903693-83-8)
- Eduardo Scarpetta/Louis Donatien Perin, Le médecin des fous (O' Miedico d'e pazze), comédie napolitaine adaptée en français, Éditions du Lys, coll. Théâtre/Maintenant, 2016, 102 p.  (ISBN 2-903693-88-9)
- L'Ombre en deuil de soi-même, Éditions du Bastberg, coll. Les Polars, 2016, 292 p.  (ISBN 9782358590778)
- Frères soldats / Soldaten Brüder, récit musical Musique de Daniel Tasca, Éditions du Lys, collection Janus, 2016, 104 pages  (ISBN 2-903693-90-0).
- Ciao Paradiso, texte à dire sur la tragédie des migrants, Éditions du Lys, Collection Le Pied de la Lettre, 2017, 60 pages,  (ISBN 2-903693-93-5).
- Luigi Pirandello, C'est ainsi (si bon vous semble) / Così è (se vi pare), parabole théâtrale en trois actes dans une nouvelle adaptation et traduction française de Louis Donatien Perin, Les Éditions du Lys, Collection Théâtre/Maintenant, 2018, 112 pages,  (ISBN 2-903693-96-X).
- Luciana Luppi, Le Marionnettiste (Il Marionettista), comédie immorale en quatre actes. Traduction en langue française et adaptation théâtrale de Louis Donatien Perin, Les Éditions du Lys, collection Théâtre/Maintenant, 2019, 98 pages,  (ISBN 2-903693-97-8).
- Louis Donatien Perin, Alexandre Gallineau, Dialogues des filles en joie, pièce en récits, Éditions du Lys, collection Théâtre/Maintenant, 2020, 108 pages.  (ISBN 978-2-903693-99-2).

### Depuis 2021
- Monseigneur Saint Louis jadis roi de France, Mystère épique à huit voix d'après les chroniques d'époque, Éditions du Lys, collection Théâtre/Maintenant, 2021, 100 pages  (ISBN 978-2-903693-85-5).
- La Rechute, comédie moliéresque en trois actes, Éditions du Lys, collection Théâtre/Maintenant, 2022, 124 pages,  (ISBN 978-2-493767-01-1).
- Les Sourires du diable, Le Verger Éditeur, Policier, collection Les enquêtes rhénanes, 2022, 318 pages,  (ISBN 978-2-84574-412-7)
- Nuit de Louves, pièce de théâtre en dix épisodes, Éditions du Lys, collection Théâtre/Maintenant, 2025, 110 pages,  (ISBN 978-2-493767-07-3)

### Œuvre en langue roumaine
- Ín ruptura timpului, théâtre. Traduction roumaine de Nicu Aleman et Radu Tuculescu, Steaua no 7, Bucarest, juillet 2002.

### Musique
- Le Groupe Lys avec Lily Baumann, Les Mémoires d'un chanteuse populaire, spectacle musical de Louis Perin et Stuart E. Barber, cassette audio, 10 chansons. Textes et musique de Louis Perin. Les Éditions du Lys, Saint-Louis, 1982.
- Les Jaguars, Saint-Louis Beat, LP 25 cm, 11 chansons. Saphyr 6001, Kalohé Production, 1999.
- Les Jaguars, Cœurs de rock, CD 12 chansons. Textes et musique de Louis Perin. Arrangements Sébastien Troendlé. Planète Bleue Production, 2000.
- Jack Layton & Jaguars, Elsasser Blues Sumpfig Wasser , 4 titres de blues en alsacien. 2015.

## Décorations
- Chevalier de l'ordre des Arts et des Lettres Il est fait chevalier le 12 mars 2019[1].